# فرنسيس كوري
فرنسيس كوري (بالإنجليزية: Fanny Cory)‏ هي فنانة قصص مصورة أمريكية، ولدت في 17 أكتوبر 1877 في وكغن في الولايات المتحدة، وتوفيت في 28 يوليو 1972 في ستانوود في الولايات المتحدة.